# Jay Ward (baseball)
Pour les articles homonymes, voir Jay Ward, John Ward et Ward.
John Francis Ward (né le 9 septembre 1938 à Brookfield, Missouri, États-Unis et mort le 24 février 2012 à Kalispell) est un joueur, instructeur et manager de baseball.
Surtout joueur en ligues mineures, Ward a brièvement joué dans les Ligues majeures de baseball (MLB) de 1963 à 1970, ainsi qu'en Championnat du Japon de baseball (NPB). Instructeur chez les Yankees de New York et les Expos de Montréal de la MLB, il est aussi le premier gérant des Capitales de Québec, une équipe indépendante, de 1999 à 2001.

## Carrière
Jay Ward signe son premier contrat professionnel avec les Yankees de New York en 1956. Il passe la majorité de sa carrière dans les ligues mineures, où il évolue surtout au troisième but. Il apparaît dans 21 matchs des Twins du Minnesota de la Ligue majeure en 1963 et 1964, puis six autres pour les Reds de Cincinnati en 1970. Surtout joueur de deuxième coussin au niveau majeur, Ward ne joue au total que 27 parties. Dans les mineures, il évolue pour des clubs affiliés à de nombreuses équipes, les Yankees, les Twins, les Senators de Washington, les Athletics de Kansas City, les Dodgers de Los Angeles, les Giants de San Francisco, les Indians de Cleveland, les Reds de Cincinnati et les Royals de Kansas City. Il met fin à sa carrière de joueur en 1971.
Il passe au Japon où il joue avec les Chunichi Dragons en 1966.
Dès 1972, il devient manager dans les ligues mineures pour des équipes associées aux Twins, aux Phillies de Philadelphie, aux Reds, aux Pirates de Pittsburgh et aux Mariners de Seattle.
En 1987, il est l'entraîneur des frappeurs des Yankees de New York de la Ligue majeure. Il remplit les mêmes fonctions aux côtés du manager Tom Runnells chez les Expos de Montréal en 1991 et 1992 avant de devenir instructeur au premier but avec l'équipe lorsque Felipe Alou remplace Runnells.
Passé au baseball indépendant en 1996, Jay Ward est le gérant des Capitales de Québec lors des trois premières années d'existence de l'équipe, qui est alors dans la Ligue Northern, en 1999, 2000 et 2001. Malgré un dossier victoires-défaites gagnant, avec 135 matchs remportés contre 127 défaites, Ward remet sa démission à la fin de l'année 2001 après une dernière année difficile où les partisans critiquent certaines de ses décisions, dont celle de libérer le populaire receveur des Capitales Olivier Lépine.